# NGC 4662
NGC 4662 é uma galáxia espiral barrada (SBbc) localizada na direcção da constelação de Canes Venatici. Possui uma declinação de +37° 07' 16" e uma ascensão recta de 12 horas, 44 minutos e 26,3 segundos.
A galáxia NGC 4662 foi descoberta em 17 de Março de 1787 por William Herschel.